# Даррен Кемпбелл
Даррен Кемпбелл  (англ. Darren Campbell; 12 вересня 1973) — британський легкоатлет, олімпійський чемпіон.

## Виступи на Олімпіадах
| Олімпіада    | Дисципліна              | Місце          |
| ------------ | ----------------------- | -------------- |
| Атланта 1996 | естафета 4 x 100 метрів | участь h3 r1/3 |
| Сідней 2000  | біг на 100 метрів       | 6              |
| Сідней 2000  | біг на 200 метрів       | 2              |
| Афіни 2004   | біг на 100 метрів       | 4 h1 r1/4      |
| Афіни 2004   | біг на 200 метрів       | 8 h1 r3/4      |
| Афіни 2004   | естафета 4 x 100 метрів | 1              |